# Jüdische Gemeinde Verden (Aller)
Die Jüdische Gemeinde in Verden, der Kreisstadt des Landkreises Verden in Niedersachsen, entstand ab der zweiten Hälfte des 16. Jahrhunderts.

## Geschichte

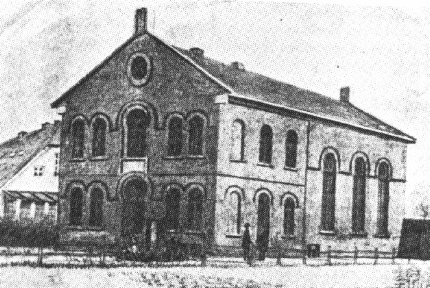
Zeichnung der Synagoge in Verden (19. Jahrhundert)

Der Betraum der jüdischen Gemeinde befand sich zunächst in einem Privathaus in der Langestraße. Eine Synagoge wird erstmals im Jahr 1816 erwähnt. 1857/58 wurde am Johanniswall eine neue Synagoge erbaut.
Die jüdischen Bürger, die zu Beginn der 1930er Jahre in Verden lebten, verdienten mehrheitlich ihren Lebensunterhalt im Einzelhandel. Es gab auch vier jüdische Viehhändler. 

### Zeit des Nationalsozialismus
Nach der Machtergreifung der NSDAP im Jahr 1933 war die Existenz der Gemeindeangehörigen immer mehr bedroht. Viele verließen die Stadt. So ging die Zahl der jüdischen Gewerbebetriebe kontinuierlich zurück, im Anfang November 1938 gab es nur noch vier jüdische Einzelhandelsbetriebe in Verden. 
Bei den Novemberpogromen wurde die Synagoge am 10. November 1938 zerstört und die Schaufenster der jüdischen Geschäfte wurden eingeschlagen.
Ende 1939 lebten in Verden noch etwa 30 Bürger jüdischen Glaubens. Die meisten von ihnen wurden im November 1941 über Bremen ins Ghetto Minsk deportiert. Nur ein einziger von ihnen kehrte wieder zurück.
Das Gedenkbuch des Bundesarchivs verzeichnet 36 in Verden geborene jüdische Bürger, die dem Völkermord des nationalsozialistischen Regimes zum Opfer fielen.

### Gemeindeentwicklung
| Jahr | Gemeindemitglieder |
| ---- | ------------------ |
| 1816 | 29                 |
| 1833 | 54                 |
| 1845 | 46                 |
| 1860 | 82                 |
| 1864 | 109                |
| 1873 | 138                |
| 1885 | 109                |
| 1905 | 96                 |
| 1925 | 87                 |
| 1933 | 78                 |
| 1938 | 41                 |
| 1945 | 2                  |

## Gedenken
Gegenüber dem Grundstück der zerstörten Synagoge wurde 1966 eine Gedenktafel mit einer hebräischen und einer deutschen Inschrift angebracht. Diese lautet: „Zum Gedenken an unsere jüdischen Mitbürger der Stadt und an die Synagoge, die am Johanniswall gestanden hat und am 9. November 1938 mutwillig zerstört wurde, hat die Stadt Verden diese Tafel gestiftet.“
Im Jahr 1993 wurde vor der Johanniskirche ein Mahnmal für die jüdischen Opfer des Nationalsozialismus errichtet. Die Stele trägt die Namen der jüdischen Opfer und ihrer Todesorte.

### Stolpersteine
Siehe: Liste der Stolpersteine in Verden (Aller)